# Ryan Fitzpatrick
 Denne artikel bør gennemlæses af en person med fagkendskab for at sikre den faglige korrekthed.

Ryan Joseph Fitzpatrick (født 24. november 1982) er en amerikansk fodboldspiller. Han spiller quarterback for Washington Football Team (2021). Han har tidligere spillet for bl.a. Miami Dolphins (2019), Tampa Bay Buccaneers (2017-2018), New York Jets (2015-2016), Houston Texans (2014), Tennessee Titans (2013) og Buffalo Bills (2009-2012).